# Erysimum badghysi
Erysimum badghysi är en korsblommig växtart som först beskrevs av Sergei Ivanovitsch Korshinsky, och fick sitt nu gällande namn av Vladimir Ippolitovich Lipsky och Nikolaj Adolfovitj Busj. Erysimum badghysi ingår i släktet kårlar, och familjen korsblommiga växter. Inga underarter finns listade i Catalogue of Life.